# أديل ريتشي
أديل ريتشي (بالإنجليزية: Adele Ritchie) هي مغنية وممثلة أمريكية، ولدت في 21 ديسمبر 1874 في فيلادلفيا في الولايات المتحدة، وتوفيت في 24 أبريل 1930 في لاغونا بيتش في الولايات المتحدة.

## وصلات خارجية
- أديل ريتشي على موقع IMDb (الإنجليزية)
- أديل ريتشي على موقع قاعدة بيانات برودواي على الإنترنت (الإنجليزية)